# Afrolidia couturieri
Afrolidia couturieri är en insektsart som beskrevs av Nielson 1992. Afrolidia couturieri ingår i släktet Afrolidia och familjen dvärgstritar. Inga underarter finns listade i Catalogue of Life.